# Ligament plantaire des articulations inter-phalangiennes du pied
Les ligaments plantaires des articulations inter-phalangiennes du pied sont des ligaments des articulations interphalangiennes du pied. 

## Description
Chaque articulation inter-phalangienne du pied possède un ligament plantaire. C'est des tractus fibreux qui renforce les faces plantaires des capsules des articulations inter-phalangiennes.
La face profonde de l'ensemble capsule et ligament est recouvert de cartilage constituant le fibro-cartilage glénoïdien.
Ils peuvent inclure un ou deux os sésamoïdes qui sont constants au niveau de l'hallux.